# 湯川英一
湯川 英一（ゆかわ ひでかず、1943年〈昭和18年〉5月16日 - 2021年〈令和3年〉6月20日）は、日本の実業家。株式会社クオカード、ビジネスエクステンション株式会社（後のCSKサービスウェア→SCSKサービスウェア）代表取締役会長、株式会社セガ専務執行役員、株式会社CSK（後のCSKホールディングス）取締役を歴任した。ドリームキャストのCMに出演し、一般的には湯川専務、湯川元専務として知られていた。大阪府出身。桃山学院大学経済学部中退。

## 人物

### CSK・セガ時代
大学在学中にアルバイト先で大川功に出会い、その人柄に惚れて、1968年に大川がコンピューター・サービス（のちのCSK）を設立すると同時に入社。CSKにとっては定期採用第一期生の一人となる社員であった。
1984年、セガがCSK傘下となると同時に大川がセガ会長に就任すると、湯川も常務取締役として出向する。同時期には玩具「ロボピッチャ」やセガ・マークIIIやSG-1000などに使用できる周辺機器「テレビおえかき」といったセガ製品のCMに出演する。
その後、CSKに引き上げられるも再びセガに戻り、1998年より専務取締役・コンシューマ事業統括本部副統括本部長に就任。同年にドリームキャストの発売にあたり、セガの自虐的なCMシリーズにおいて本人役で主演を務め 、一時期は世間で一番知られている専務として注目された。このCMは第38回ACC全日本CMフェスティバルの最優秀テレビCM賞を受賞。CM出演に絡めて湯川専務ストラップやドリームキャストCFソングの音楽CDも発売され、湯川専務パッケージのドリームキャストも発売された。同CMに起用されたのは、前述のように過去にもCM出演経験があったことなどが挙げられる。
湯川専務の宣伝効果もあってか発売日にはドリームキャストが売り切れるほどだったが、製造トラブルのために出荷台数が予定数を大きく下回り、その責任を取る形で1998年12月10日付で常務に降格。人事発令の4日後には製造トラブルの謝罪と降格人事をネタにしたCMが放送された。本来、製造トラブルは生産・出荷担当者の責任であり、流通・ソフト業界担当の湯川にはあまり関係がないため、この降格人事は一種の話題作りだったとも言われている。
降格後もCM出演時の湯川専務の印象が強く、「湯川元専務」と呼ばれるようになる。間もなくCMに出演しなくなったものの、セガの役員として職務に尽力する。1999年にゲームソフト『湯川元専務のお宝さがし』がセガから発売された。

### セガ退職後
その後、CSK取締役を経て日本カードセンター（後のクオカード）などCSKグループの他会社に移籍し、クオカードとビジネスエクステンションでは社長に就く。2004年クオカードの会長に就任。また、ビジネスエクステンションの会長も兼任している。一時はベリサーブの取締役も兼任していた。
アーケードゲーム『セガ四人打ち麻雀MJ』『セガネットワーク対戦麻雀MJ2』『セガネットワーク対戦麻雀MJ3』にCPUプレイヤー「湯川元専務」として登場（写真のみ）、ドリームキャストCMを思い出させるチャットメッセージを対局中に送信することがある。
2009年11月30日、株式会社ニュウジアとマネジメント契約を結び、PR大使として中国語を普及させるため、格安中国語会話レッスンiChina.jpにて活動を開始。2010年11月マネジメント契約終了。以降、表立った活動はしなかった。
2021年6月に誤嚥性肺炎で死去していたことが、約1年後の2022年6月に週刊女性PRIMEによって報じられた。78歳没。2017年頃から体調を崩していたという。報道を受けて中裕司、金丸淳一ら関係者もコメントを発表した。

## ドリームキャストの自虐CM
自虐CMの仕掛け人は秋元康である。
メガネはCM出演の際のキャラクター作りの伊達眼鏡であり、実生活ではかけていなかった。湯川は大阪出身のため普段は関西弁であり、CM出演で標準語を話すのに苦労をしていた。このCMでは滝沢秀明とも共演。
CM内でソニーの商標である『プレステ』という言葉を用いているが、ソニーから許諾を得た上で用いていた。
第1話
ある日、湯川専務は子どもたちの会話で「セガなんてダッセーよなー」「プレステのほうが面白いよなー」という会話を聞いてしまう。すぐ会社の部下たちにそのことを問いただすと、皆下を向いて否定しなかった。厳しい現実を突きつけられた専務は、バー、バッティングセンターなどを一人で渡り歩く。しかし、頭の中では日中の子どもたちの会話がこだまして、どんどん惨めになっていく。挙句の果てに、前方から歩いてきたヤクザと肩がぶつかり絡まれる。帰宅時には傷だらけになり、玄関に倒れこんだ。この直後、子供の声で「立つんだ!湯川専務!」とナレーションが入り、締められる。第1話から3話までの時点ではドリームキャストのロゴが発表されておらず、セガのロゴが使われていた。
第2話
とある山中で専務は登山中の子どもたちと出会う。子どもたちは専務を励まして、「セガが一番面白い」という言葉に専務は安心する。しかし、突如子どもたちの表情が一変し、笑い出す。そしてそれが全部、専務をからかうための嘘であったことを告げ、「帰ってプレステやろう」と言い歩き出す。追いかけようとした専務だったが、突然足元が崩れ、谷底へ落ちる。どこかの岩にしがみついた瞬間、書斎で机にしがみついている専務が映る。秘書（板谷由夏）らしき女性がそれに気付き専務に声をかけると専務は今までのが夢だったことに気が付いて締められる。オチで専務は爪を割ってしまっていた。
第3話
遂にドリームキャストが完成、湯川の妻（大川栄子）も赤飯を炊いて喜ぶ。かつて「セガなんてだっせーよなー」と言っていた子ども達からも「ドリームキャストってすっげーんだぜー!」という言葉を聞き、湯川はガッツポーズを決める（その後も会議室や自宅でのガッツポーズシーンがある）。オチはドリームキャスト発表会の鏡割りで割った欠片が湯川の額を直撃する。最後の子どもの掛け声は「進め!湯川専務」であった。
第4話
湯川CDデビュー告知の内容+α（CDの項参照）。しかし湯川はドリームキャストの描画性能、インターネット接続、通信対戦（オンライン対戦）についての宣伝が足りないと叱咤激励する。最後には「対策（もしくは超大作）はあるのか!?」という湯川に対し、また子どもの声で「あるって聞いたよ」と言う。ここからCMの最後はドリームキャストのロゴマークになる。
第5話
ドリームキャスト販売開始に伴い、湯川に「草の根販売計画」なるものが上部（浜田晃）より告げられる。「滝沢君とやってもらいたい」と言われ、湯川は営業2課の滝沢と思っていたが、実際はタレントの滝沢秀明であった。そして滝沢と共に草の根販売計画が始まった。しかしこの計画は、2人でリヤカーに大量のドリームキャストを満載し、メガホンで「ドリームキャストいかがっすか～?」とドリームキャストを売り歩くというものであった。滝沢は専務なのになんでこんなことしているのかと尋ねたが、本人にもわからなかった。その状況に滝沢は「これで良いのかな?」とつぶやく。
第6話
訪問販売活動で、玄関から出てきた主婦に湯川が説明を始めようとした途端、「あ、間に合ってます」と言われドアを閉められるが、同じ家に滝沢が行き説明すると3つも売れた。その後湯川は酒に溺れ「あいつ1人でやればいいんだ!」と嘆く。遂に湯川は鬱で仕事中倒れてしまう。本屋で滝沢は中高年の鬱病は危険であることを本で知り、TVカメラを通じて湯川の顔が印刷されたパネルを持ち、「リアカーを引くこのおじさんを見かけたら「専務、1つ下さい」と言ってあげてください」と言う。街でリアカーを引く湯川のもとへ女子高校生が駆け寄り、「専務、1つください」と言うとともに、11月27日発売!!のテロップが流れる。
第7話
ドリームキャスト人気が加速し、遂に需要が生産分を越えてしまった。売り切れを嘆く人々に湯川は謝罪し、その責任を負って専務降格となってしまう。だがそれでも人々の怒りはおさまらず「そんなの関係ない!!」と男性が叫んだのをきっかけに人々は湯川に物を投げ始める。しかし滝沢が謝罪すると事態はおさまった。
第8話
湯川降格から時間が経ってからという設定。TV番組で過去の話題の人物の名を答えるクイズで、解答者（渡嘉敷勝男、岡本夏生、蔵野孝洋）は皆間違え、湯川の事はすっかり人々の記憶から消えかけていた。しかし元専務の湯川であると告げられると人々の記憶が蘇る。その瞬間、観客席に居る滝沢の「今だ!専務」の掛け声と共に、ドリームキャストの生産が追いついたことを告知した。すると会場に歓喜の声が湧き、観客達がドリームキャストを買いにスタジオを飛び出しはじめた。ちなみに専務がいきなりマイクを奪って話しだしたため、番組スタッフが止めに入った。

## 歌手デビュー
1998年11月25日には、ドリームキャストに込めた思いを歌った『Dreamcast』で歌手としてCDデビューも果たした。CMと同じく秋元康のプロデュース。レコーディングは10月中旬に1週間かけて行われた。曲を渡された湯川は、テンポの速さに苦労したという。
- 『Dreamcast』c/w『噂のドリームキャスト』日本コロムビアより1998年11月25日に発売。アーティスト表記は「湯川専務」。秋元康作詞、後藤次利作曲。オリコンでは週間最高50位、CDTVでは週間最高29位[12]を記録。